# Iophon spatulatum
Iophon spatulatum är en svampdjursart som beskrevs av James Barrie Kirkpatrick 1907. Iophon spatulatum ingår i släktet Iophon och familjen Acarnidae. Inga underarter finns listade i Catalogue of Life.